# Mutiny on the Bounty (1935)
Mutiny on the Bounty is een Amerikaanse avonturenfilm uit 1935 onder regie van Frank Lloyd. Het scenario is gebaseerd op de gelijknamige roman uit 1932 van de Amerikaanse auteurs Charles Nordhoff en James Norman Hall. Destijds werd de film in Nederland uitgebracht onder de titel Muiterij op de Bounty.

## Verhaal
De Bounty vaart in 1789 van Engeland naar het eiland Tahiti. Kapitein Bligh handhaaft de orde aan boord met harde hand. Na hun verblijf op Tahiti keert het schip terug. Op de terugweg komt de bemanning onder leiding van Fletcher Christian in opstand tegen de wrede kapitein.

## Rolverdeling
| Acteur                  | Personage         |
| ----------------------- | ----------------- |
| Charles Laughton        | Bligh             |
| Clark Gable             | Christian         |
| Franchot Tone           | Byam              |
| Herbert Mundin          | Smith             |
| Eddie Quillan           | Ellison           |
| Dudley Digges           | Bacchus           |
| Donald Crisp            | Burkitt           |
| Henry Stephenson        | Joseph Banks      |
| Francis Lister          | Kapitein Nelson   |
| Spring Byington         | Mevrouw Byam      |
| Movita                  | Tehani            |
| Mamo Clark              | Maimiti           |
| Byron Russell           | Quintal           |
| Percy Waram             | Coleman           |
| David Torrence          | Lord Hood         |
| John Harrington         | Mijnheer Purcell  |
| Douglas Walton          | Stewart           |
| Ian Wolfe               | Maggs             |
| DeWitt Jennings         | Fryer             |
| Ivan F. Simpson         | Morgan            |
| Vernon Downing          | Hayward           |
| Bill Bambridge          | Hitihiti          |
| Marion Clayton Anderson | Mary Ellison      |
| Stanley Fields          | Muspratt          |
| Wallis Clark            | Morrison          |
| Crauford Kent           | Luitenant Edwards |
| Pat Flaherty            | Churchill         |
| Alec Craig              | McCoy             |
| Charles Irwin           | Thompson          |
| Dick Winslow            | Tinkler           |

## Prijzen en nominaties
| Jaar | Prijs  | Categorie                 | Genomineerde(n)                             | Uitslag     |
| ---- | ------ | ------------------------- | ------------------------------------------- | ----------- |
| 1935 | Oscars | Beste film                | Albert Lewin Irving Thalberg                | Gewonnen    |
| 1935 | Oscars | Beste regie               | Frank Lloyd                                 | Genomineerd |
| 1935 | Oscars | Beste mannelijke hoofdrol | Clark Gable Charles Laughton Franchot Tone  | Genomineerd |
| 1935 | Oscars | Beste bewerkte scenario   | Jules Furthman Talbot Jennings Carey Wilson | Genomineerd |
| 1935 | Oscars | Beste originele muziek    | Nat W. Finston Herbert Stothart             | Genomineerd |
| 1935 | Oscars | Beste montage             | Margaret Booth                              | Genomineerd |